# The Case of Charles Dexter Ward
O Caso de Charles Dexter Ward (em inglês The Case of Charles Dexter Ward) é um breve romance escrito por Howard Phillips Lovecraft no início de 1927, mas não foi publicado durante a vida do autor. 
O romance conta a história do jovem Charles Dexter Ward, apreciador da arqueologia, que em 1918 se envolveu no passado, devido à sua fascinação com a história de seu tetravô, Joseph Curwen (que havia deixado Salem para Providence em 1692, e adquirido notoriedade por sua assombração de cemitérios, a sua aparente falta de envelhecimento, e suas experiências químicas). Ward se assemelha fisicamente com Curwen, e tenta imitar as façanhas cabalísticas e alquímicas do seu ancestral, eventualmente localizando os restos mortais de Curwen e por meio de seus "sais essenciais", ressuscitá-lo. O médico de Ward, Marinus Bicknell Willett, torna-se envolvido nas ações de Ward, investigando o antigo bangalô de Curwen em Pawtuxet que Ward restaurou. Os horrores que Willett encontra e o cerne da identidade de Ward e Curwen, formam a articulação de horror em que o romance se move.

### Textos eletrônicos
- Electronic version at the Dagon Bytes library